# Typhlosaurus lomii
Typhlosaurus lomii é uma espécie de réptil escamado da família Scincidae.
Apenas pode ser encontrada na África do Sul.